# Кімберелла
Кімберелла (лат. Kimberella) — вимерлий рід білатеральних організмів едіакарської біоти. Подібно до молюсків, харчувалися мікроорганізмами, яких зіскоблювали з поверхні, проте спорідненість з сучасними молюсками є дискусійним питанням.
Перші відбитки виявлені в Едіакарських горах (Південна Австралія), проте подальші дослідження сфокусовані переважно на численних знахідках узбережжя Білого моря (Росія) віком 558—555 млн років. Як і для багатьох інших організмів цього періоду, еволюційні зв'язки кімберелли гаряче дискутуються. Спочатку кімбереллу вважали медузою, але у 1997 році подряпини на субстраті, пов'язані з знахідками скам'янілостей кімберелли, були інтерпретовані як сліди радули, що означало приналежність організму до молюсків. Хоча з цією інтерпретацією не згодні деякі дослідники, приналежність кімберелли до білатеральних організмів нині[коли?] є загальновизнаною.
Класифікація кімберелли важлива з точки зору пояснення кембрійського вибуху: якщо це були молюски або, у крайньому разі, первиннороті, то еволюційні лінії первинно- і вторинноротих розійшлися задовго до кембрійського періоду. Навіть якщо це були не молюски, але білатеральні організми, це означає, що поділ тварин на типи відбувся в докембрії.

## Етимологія

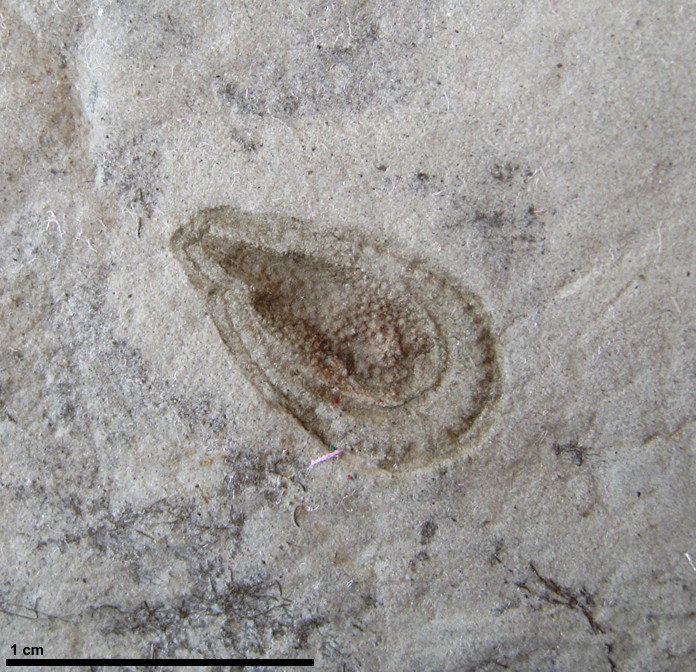
Відбиток Kimberella quadrata

Рід названий на честь Джона Кімбера (John Kimber), студента, викладача і збирача скам'янілостей, який загинув під час експедиції в центральну Австралію в 1964 році. Спочатку роду було присвоєно назву Kimberia. Проте Н. Ладбрук (N.H. Ludbrook) звернув увагу, що назву Kimberia вже дано Коттоном і Вудсом (Cotton, Woods) одному з підродів черепах . Нову назву Kimberella було запропоновано Мері Уейд в 1972 році.

## Знахідки
Скам'янілості кімберелли знайдені в Едіакарських горах (Південна Австралія) і в формації Усть-Пінега на узбережжі Білого моря. Вендські відкладення Білого моря датуються віком 555,3±0,3 та 558 млн років з використанням радіоізотопного уран-свинцевого методу по цирконах двох шарів вулканічного попелу, між якими знайдено рештки кімберелли. Скам'янілості кімберелли відомі також вище і нижче згаданих вулканічних верств. Австралійські скам'янілості не мають настільки точного датування.

## Опис

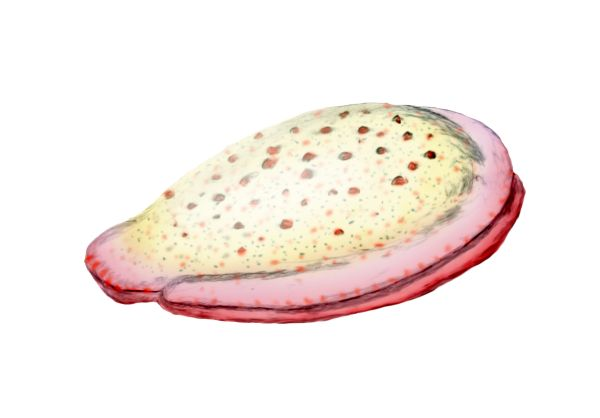
Реконструкція

На узбережжі Білого моря на підошві дрібнозернистого пісковика знайдено більше 1000 зразків у різних стадіях життєвого циклу. Велика кількість зразків, малий розмір зерен осадових порід і велика різноманітність обставин, в яких відбулася консервація, забезпечили детальну інформацію про форму, внутрішню анатомію, способи пересування та харчування кімберелли.
Всі скам'янілості мають овальну форму. Подовжені зразки свідчать про те, що організм міг розтягуватися і стискатися в поздовжньому напрямку. Єдиний вид симетрії, спостережуваний в знахідках Білого моря — білатеральний, нема ніяких ознак радіальної симетрії, характерною для кнідарій, включаючи медуз, актиній та гідроїдних. Австралійські скам'янілості спочатку класифікувалися як медузи, проте це суперечило двосторонній симетрії скам'янілостей. Скам'янілості Білого моря показують, що кімберелла є представником бентоса. 
Кімберелла мала спинний покрив, описуваний як «немінералізована раковина». У великих особин вона досягала 15 см в довжину, 5—7 см в ширину і 3—4 см у висоту; найдрібніші знахідки мали довжину 2—3 см. Раковина була щільною, але гнучкою; щільність раковини зростала зі збільшенням розмірів особини; мінералізація, напевно, була відсутня. Деформація, яка спостерігається у подовжених і складених особин свідчить про гнучкість раковини, можливо, до складу раковини входили кілька розрізнених мінералізованих утворень (склеритів). У верхній частині раковини існувала структура у вигляді ковпака, яка формувала передню частину тіла. У деяких екземплярів внутрішня поверхня раковини покреслена поздовжніми смугами, які могли використовуватися для прикріплення м'язів. До подібних же смуг на краях раковини могли прикріплюватися м'язи, що втягують ногу всередину раковини.
Осьова площина організму відзначена невеликим гребенем. Тіло не має видимої сегментації, однак спостерігаються повторювані модулі. Кожен модуль включає добре розвинені дорсо-вентральні м'язи, що йдуть з верхньої частини широкої м'язової ноги і поперечні вентральні м'язи меншого розміру в нижній частині тіла. Комбінація скорочень цих м'язів дозволяла кімбереллі пересуватися хвилеподібними рухами ноги.
Тіло було облямоване гофрованою бахромою, яка могла відігравати роль дихального органу на зразок зовнішніх зябер. Велика площа цих органів говорить про їх неефективність або про відсутність хижаків. Головною функцією раковини було прикріплення внутрішніх м'язів.

## Екологія
Кімберелли мешкали на спокійному добре аерованому мілководді (до 10 м в глибину), повзаючи по дну, вкритому фотосинтезуючими організмами і мікробними матами. Знахідки кімберелли часто супроводжуються скам'янілостями йоргій, дикінсоній, трибрахідіїв та харніодисків.
Кімберелла, ймовірно, паслася на мікробних матах, проте її приналежність до спеціалізованих хижаків точно не встановлена. У процесі їжі кімберелла пересувалася «задом наперед», частково руйнуючи слід, що залишався за нею. Часто виявляються сліди канавок, що розходяться віялом від «головної» частини організму. Напевно, істота, залишаючись на місці, підгрібала до себе поверхню мікробних матів за допомогою спеціальних регулярно розташованих в голові органів, умовно званих «зубами».
Зважаючи на відсутність свідчень протилежного, припускається, що кімберелла розмножувалася статевим шляхом.
Виявлено кілька випадків, коли кімберелла потрапляла в швидкі потоки води, насиченої піском. В цьому випадку вона підвертала м'які частини свого тіла під жорстку раковину. Напевно, вона не могла пересуватися достатньо швидко, щоб уникнути потоку. Деякі організми, поховані під шаром піску, виживали і намагалися вибратися на поверхню, прориваючи нори значної довжини. Знайдено сліди невдалих спроб вилізти на поверхню, коли тіла особин, які ще не досягли зрілості, виявлялися в кінці нір довжиною кілька сантиметрів.

## Скам'янілості
Скам'янілості кімберелли зазвичай знаходять в глинистих відкладеннях під шаром пісковику. Всі скам'янілості являють собою вдавлення. Це свідчить про те, що, попри відсутність мінералізації, організм був досить жорстким, щоб протистояти тиску осадових шарів. У міру розкладання м'яких тканин мул проникав під твердий панцир, зберігаючи форму організму.
Збереження більшості екземплярів забезпечувалося швидким накопиченням опадів, що закривали тіло від морської води. Продукти розпаду м'яких тканин могли мінералізувати вищерозміщені опади, збільшуючи їх міцність. Висловлювалися припущення, що збереженню скам'янілостей сприяв слиз, який виділявся організмом, проте експерименти показали, що слиз розпадається дуже легко, щоб відігравати скільки-небудь помітну роль в зміцненні осаду.

## Класифікація

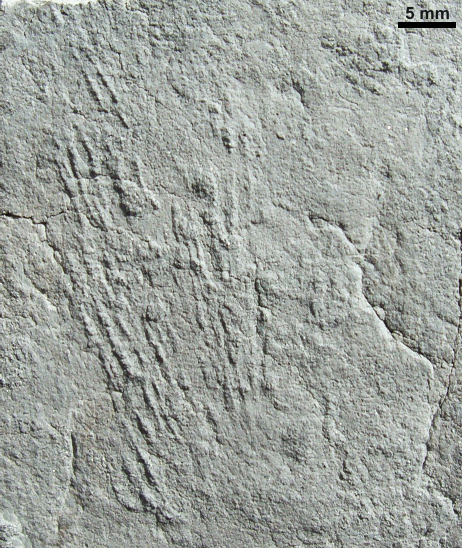
Сліди харчування кімберелли

Всі скам'янілі рештки кімберелли, знайдені досі, належать до одного виду K. quadrata. Перша особина була виявлена в Австралії в 1959 році і була спочатку класифікована як медуза (Мартіном Глесснером (Martin Glaessner) і Мері Уейд, 1966 рік), потім — як кубомедуза (М. Уейд в 1972 році). Проте численні рештки цих організмів, знайдені на узбережжі Білого моря, змусили змінити ці погляди. Михайло Олександрович Федонкін і Б. Ваггонер (Benjamin M. Waggoner) в 1997 році встановили, що кімберелла була найбільш раннім відомим триплобластичним білатеральним організмом.
Досі у кімберелли на виявлено радули, яка є характерною ознакою всіх молюсків, крім двостулкових. Це не означає, що у кімберелли її не було, оскільки радула дуже погано зберігається в скам'янілостях. Гірські породи в безпосередній близькості від знайдених скам'янілостей кімберелли часто виявляють характерні сліди, які залишає на мікробних матах радула молюсків. Ці сліди, звані Radulichnus, розцінюють як непряме свідчення наявності радули у кімберелли. В сукупності з одностулковою раковиною це дозволяє припустити, що кімберелла належала до молюсків або якоїсь близької до них групи. У 2001 і 2007 рр. М. Федонкін припустив, що кімберелла харчувалася за допомогою витягнутого хоботка з гачкоподібними захватами на кінці, що дуже сильно відрізняється від типових органів харчування молюсків, проте не відкидає приналежності кімберелли до близьких родичів молюсків.
Скептики вважають, що наявні свідоцтва недостатні, щоб зробити висновки щодо приналежності кімберелли до молюсків або спорідненої їм групи і навіть ставлять під сумнів її білатеральність. Н. Баттерфілд (Nicholas J. Butterfield) вважає, що приналежність кімбереллі слідів типу Radulichnus не є сильним аргументом, адже багато інших груп організмів мають органи, що залишають схожі сліди. Також є думка, що форма слідів Radulichnus несумісна з радулою, а відсутність цієї синапоморфії, попри схожість форми тіла, змушує вивести кімбереллу за межі типу молюсків.

## Теоретична значущість
Терміном «кембрійський вибух» називають швидке наростання складності структури тіла тварин, що спостерігалося на початку кембрійського періоду між 543 і 518 млн років тому. Деякі кембрійські скам'янілості були відомі вже в середині XIX століття, і Чарлз Дарвін вважав раптову появу практично всіх існуючих нині[коли?] типів організмів одним з аргументів проти його теорії.
Більшість тварин досить складної будови (що переважають по складності медуз та інших кнідарій) розділяються на дві великі групи: первинноротих та вторинноротих. Схожість кімберелли з молюсками дозволяє віднести її до первинноротих. Якщо це так, то лінії первинноротих та вторинноротих розійшлися до появи кімберелли, тобто понад 558 млн років тому і набагато раніше кембрійського періоду. Навіть якщо кімберелла не належить до первинноротих, вона входить в більший таксон білатерій. Оскільки скам'янілості кнідарій, що досить сучасно виглядають, знайдено в формації Доушаньтуо, то жалячі і білатеральні розділилися не пізніше 580 млн років тому.